# Revoltele din Kosovo din 2022–2023
Revoltele din Kosovo din 2022 este o agravare a situației dintre Serbia și Kosovo, formal datorită expirării la 1 august 2022 a perioadei de valabilitate de 11 ani a documentelor pentru mașini.